# 中村三平
中村 三平（なかむら さんぺい）は、幕末の志士。

## 概略
紀伊新宮藩士野中昌庵の甥。漢学者海保漁村の塾に学ぶ。文久3年（1863年）同塾に入門した渋沢栄一らとともに攘夷のための挙兵を図る。同志には栄一の従兄弟である渋沢成一郎・尾高惇忠を中心に、栄一の剣術同門だった玄武館の真田範之助・佐藤継助・竹内廉之助・横川勇太郎など69名で、高崎城を夜襲して占拠し、続いて横浜の外国人居留地を焼き討ちにする計画だった。やがて在京していた尾高長七郎（惇忠の弟）が帰宅して中央情勢を説き、計画に強く反対したため、尾高邸で栄一・成一郎・惇忠・長七郎の4人と協議した結果、計画は中止することとなった。文久4年（1864年）尾高長七郎・福田治助とともに江戸に向かう途中、足立郡戸田で長七郎が往来人を殺傷したため、板橋宿で逮捕され伝馬町牢屋敷に入獄した。

## 登場作品
- 青天を衝け（大河ドラマ、NHK、2021年、演：木村達成）